# Roya (Vorname)
Roya (deutsch: schöner Traum, Vorahnung oder Vision; arabisch: رءيا; persisch: رویا, tschetschenisch: Ройа, türkisch: rüya) ist ein weiblicher Vorname.

## Bekannte Namensträgerinnen
- Roya Hakakian (* 1966), iranisch-jüdische Autorin
- Roya Tuloui (* 1966), kurdische Journalistin